# Blowpipe
Blowpipe ist der Name einer von dem britischen Flugzeughersteller Short Brothers entwickelten tragbaren Flugabwehrrakete, die ab 1968 von der British Army und den Royal Marines eingesetzt wurde. Sie wurde durch die Javelin- und die Starstreak-Luftabwehrrakete ersetzt.

## Beschreibung
Die Blowpipe wurde ursprünglich unter dem Namen Submarine Launched Airflight Missile (SLAM) als Boden-Luft-Rakete zur Verwendung auf U-Booten entwickelt. Zu diesem Zweck war sie in einen Mast integriert, der ähnlich wie das Periskop vom Kommandoturm ausgefahren werden konnte. Dieses System wurde in den 1970er-Jahren auf der HMS Aeneas (P427) getestet.
Die von der Schulter aus abzufeuernde Rakete befindet sich in einem Startzylinder, an dem die Steuereinheit befestigt wird. Um eine kompaktere Bauweise zu ermöglichen, ist das starre Heckleitwerk im vorderen Teil des Startzylinders untergebracht. Die Steuerung der Rakete erfolgt über das Frontleitwerk. Beim Abfeuern bewegt sich die Rakete vorwärts durch die Baugruppe des Heckleitwerks, die in den hinteren Teil das Raketenkörpers einklinkt. Beim Start wird die Rakete von einem Feststofftriebwerk mit nur kurzer Brenndauer angetrieben, danach vom Haupttriebwerk. Gelenkt wird die Rakete vom Schützen über einen kleinen mit dem Daumen zu bedienenden Joystick, der sich in der Steuereinheit befindet. Um dem Schützen die Lenkung der Rakete ins Ziel zu erleichtern, ist an deren Heck eine kleine Leuchtfackel angebracht, wodurch für den Schützen der Kurs der Rakete leichter zu verfolgen ist. Dieses MCLOS (Manual Command to Line of Sight) genannte Steuerverfahren erforderte vom Schützen ein hohes Maß an Geschicklichkeit und Konzentration. Die Detonation der Rakete erfolgt entweder über einen Näherungszünder oder einen Aufschlagzünder. Die Steuereinheit kann nach der Detonation der Rakete vom Startbehälter getrennt und an einem neuen angebracht werden.
Die Blowpipe wurde durch die leistungsstärkere Javelin ersetzt. Dieser liegt ein sehr ähnlicher Entwurf zugrunde, sie verfügt aber mit dem SACLOS-Verfahren (Semi-Automatic Command to Line of Sight) über ein halbautomatisches Lenksystem: Der Schütze behält dabei das anvisierte Ziel nach dem Abfeuern weiterhin im Fadenkreuz und die Steuereinheit lenkt die Rakete zum aktuell anvisierten Punkt.

## Kampfeignung

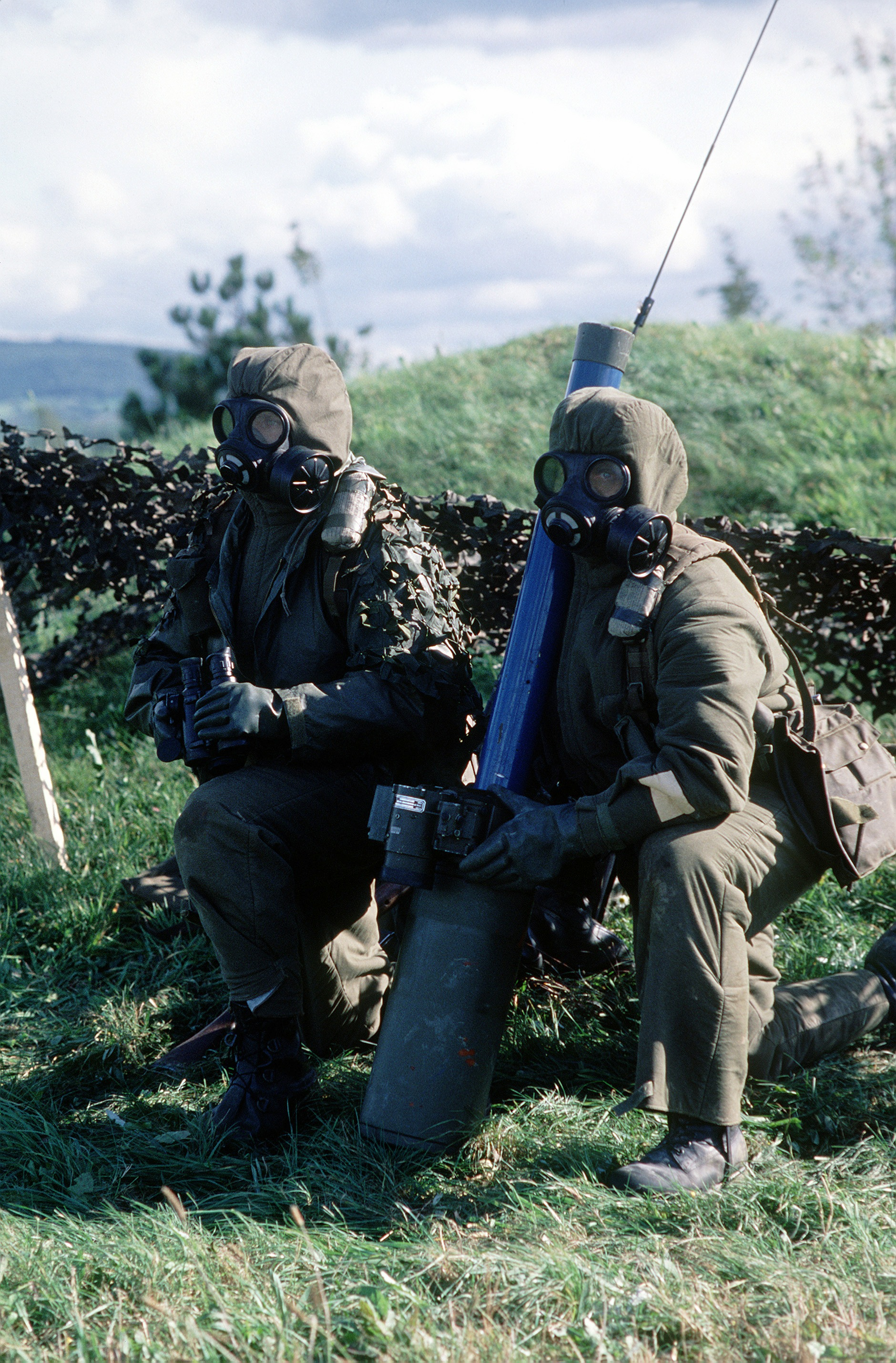
Ein weiteres Bild des kanadischen Blowpipe-Teams in ABC-Schutzanzügen

Während des Falklandkrieges im Jahre 1982 wurde die Blowpipe von beiden Kriegsparteien eingesetzt. Die Ziele waren meist schnellfliegende Flugzeuge, die der Geländekontur im Tiefflug folgten, um möglichst unentdeckt zu bleiben. Daher blieben dem Schützen meist nur 20 Sekunden, um das Ziel zu erkennen, die Starteinheit auf das Ziel auszurichten und die Rakete abzufeuern. Der offizielle Bericht der Briten besagte, dass von 95 abgefeuerten Raketen gerade einmal neun ihr Ziel zerstörten. Alle zerstörten Ziele waren langsam fliegende Flugzeuge oder Helikopter. Ein späterer Bericht zeigte, dass tatsächlich nur zwei Abschüsse auf das Konto der Blowpipe gingen: Ein britischer Harrier GR3 (XZ972) und eine argentinische Aermacchi MB-339A (0766 (4-A-114)). Es wurde festgestellt, dass die Blowpipe insbesondere ungeeignet war, um ein am Schützen vorbeifliegendes oder sich schnell entfernendes Ziel anzugreifen. Die schlechte Leistung der Blowpipe führte dazu, dass sie im Vereinigten Königreich außer Dienst gestellt wurde.
1986 wurden einige eingemottete Blowpipe verdeckt den Mudschahedin in Afghanistan übergeben, um sie im Kampf gegen die Sowjetarmee zu unterstützen. Das System erwies sich aber erneut als ineffektiv. Dies lag hauptsächlich am manuell gesteuerten Lenksystem, das ständigen Sichtkontakt zum Ziel erfordert und es in die Verantwortung des Schützen stellt, die Rakete vom Start bis zum Einschlag ins Ziel zu führen. Wegen der mangelnden Effektivität der Blowpipe musste ein besseres System gefunden werden. Als Konsequenz wurden den Mudschahedin US-amerikanische Stinger-Raketen zur Verfügung gestellt. Da die Stinger aber nicht wie die Blowpipe frei auf dem internationalen Waffenmarkt erhältlich und ihre Herkunft damit offensichtlich war, bedeutete dieser Schritt eine Bestätigung der westlichen Unterstützung der Mudschahedin. In Afghanistan befinden sich Blowpipe-Raketen immer noch im Umlauf. Dort wurde zuletzt im Juni 2012 drei Raketen dieses Typs in einem Waffenlager entdeckt.
1991 holte das kanadische Militär die Blowpipe aus den Lagern, um dem Teil der Marine, der am Golfkrieg teilnahm zumindest etwas Schutz gegen Luftangriffe zu geben. Von 27 zu Testzwecken abgefeuerten Raketen funktionierten jedoch neun – vermutlich wegen ihres hohen Alters – nicht ordnungsgemäß.

## Verbreitung
- Afghanistan – 350 (für die Mudschāhidīn)[6]
- Argentinien – 40[6]
- Chile – 248[6]
- Ecuador – 240[6]
- Kanada – 600[6]
- Katar – 50[6]
- Malawi – 70[6]
- Nigeria – 200[6]
- Oman – 200[6]
- Portugal – 60[6]
- Thailand – 200[6]
- Vereinigte Arabische Emirate – 100[6]
- Vereinigtes Königreich – 285[6]